# 马拉巴尔

馬拉巴爾在印度的位置

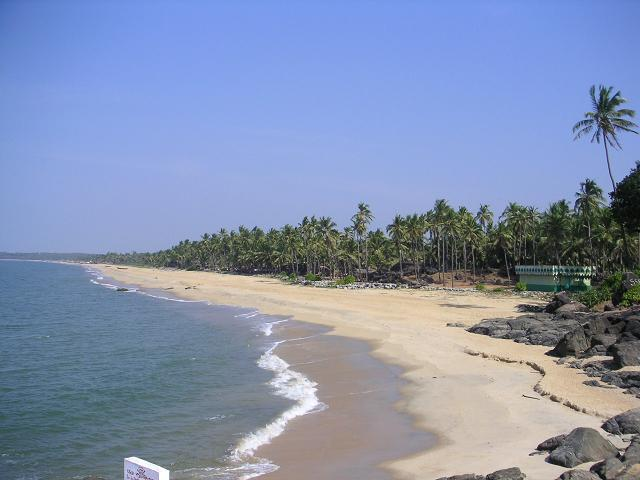
喀拉拉邦贝卡尔堡海滩

马拉巴尔（马拉雅拉姆语：മലബാര്）是南印度的一个地区，居于西高止山脉与阿拉伯海之间。通常认为“马拉巴尔”的名称起源自马拉雅拉姆语单词“Mala”（山）与波斯语单词“Bar”（王国）。
印度的这个地区曾是当年不列颠东印度公司控制的马德拉斯邦的一部分，当时它被划分为马拉巴尔区。马拉巴尔地区覆盖了今喀拉拉邦的北半部，以及卡纳塔克邦的部分沿海地区。
馬拉巴爾地區是歐洲人殖民的第一個印度領土。葡萄牙人的第一個防禦工事出現在十六世紀，在十七世紀出現了荷蘭、英國和法國殖民地。在十七世紀末的盎格魯-邁索爾戰爭之後，英國佔領的地區被納入馬德拉斯總督府，由英國東印度公司管理。
有时会用“马拉巴尔”来泛指印度半岛的整个西南海岸，称作马拉巴尔海岸。生态学家们也使用“马拉巴尔”一词来表示印度西南（今喀拉拉邦）的热带雨林。
該地區的主要語言是馬拉雅拉姆語。